# Intero di Gauss

Interi di Gauss come punti di un reticolo sul piano complesso

Un intero di Gauss (o gaussiano) è un numero complesso le cui parti reale e immaginaria sono intere. L'insieme {\displaystyle \mathbb {Z} [i]} degli interi di Gauss, dotato delle ordinarie operazioni di addizione e moltiplicazione tra numeri complessi, è un anello.

## Definizione
Formalmente, gli interi di Gauss costituiscono l'insieme
{\displaystyle \mathbb {Z} [i]=\{a+bi|a,b\in \mathbb {Z} \}.}
L'anello degli interi di Gauss è un dominio d'integrità, un anello a fattorizzazione unica, un anello a ideali principali e un dominio euclideo, ma non è un anello ordinato.

## Proprietà

### Norma
La norma è una funzione che a ogni intero di Gauss associa un numero intero non negativo definito come
{\displaystyle N(a+bi)=a^{2}+b^{2}.}
La norma è moltiplicativa, cioè
{\displaystyle N(zw)=N(z)N(w).}

### Elementi invertibili
Gli elementi invertibili (le unità) di {\displaystyle \mathbb {Z} [i]} sono tutti e soli gli elementi di norma 1, cioè i quattro numeri seguenti:
{\displaystyle 1,-1,i,-i.}

### Primi di Gauss

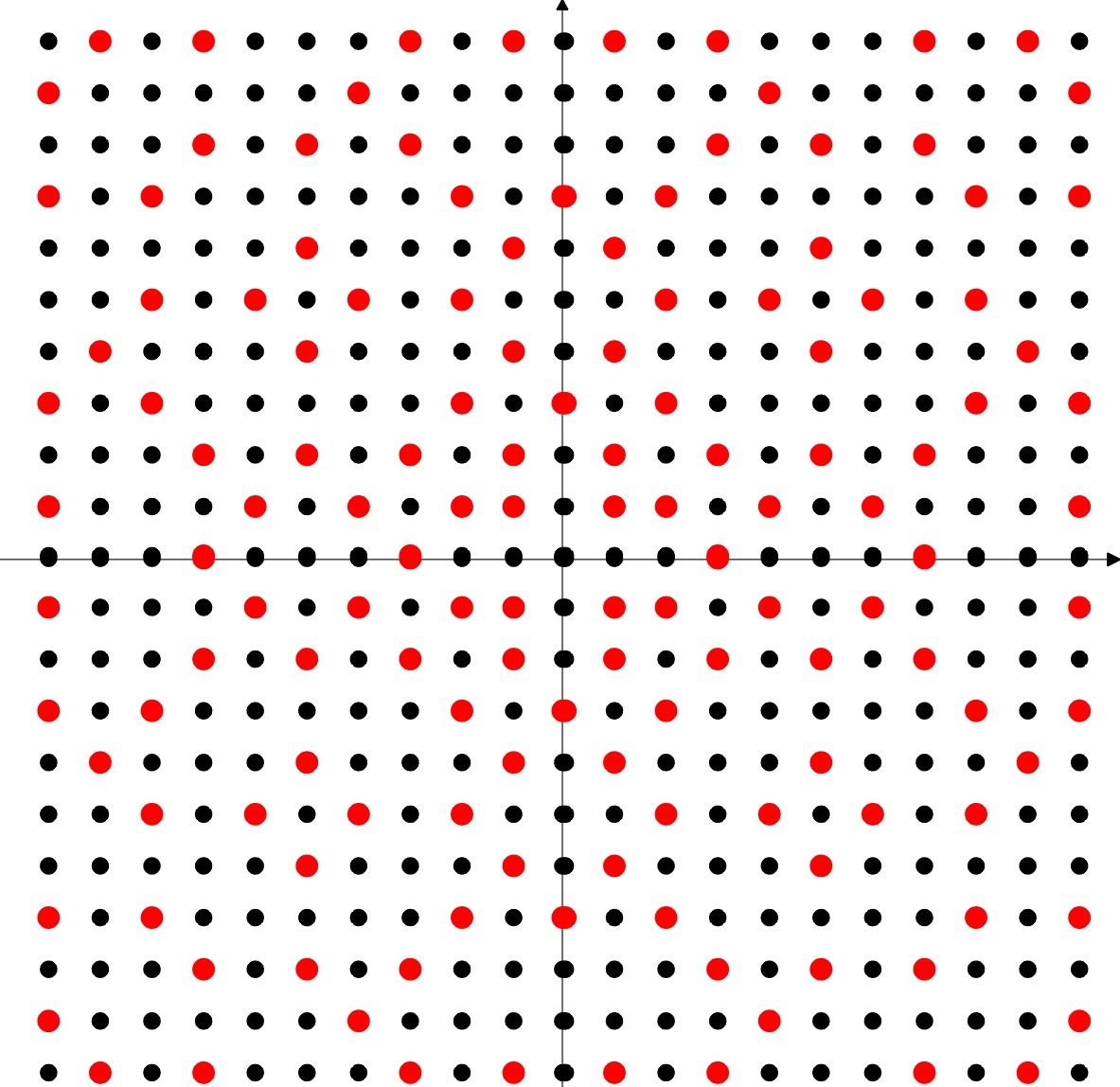
Rappresentazione degli interi di Gauss con i "primi" segnati in rosso

Come i numeri interi, anche gli interi di Gauss possono essere scritti in maniera (quasi) unica come prodotto di "primi", detti primi di Gauss. Alcuni "comuni" numeri primi sono primi di Gauss, mentre altri diventano dei numeri composti; per esempio 2 = (1 + i)(1 − i) e 5 = (2 + i)(2 − i).
Più precisamente:
- i numeri primi congrui a 3 modulo 4 sono primi di Gauss;
- i numeri primi congrui a 1 modulo 4 sono il prodotto di due distinti primi di Gauss, p = a2 + b2 = (a+bi) (a-bi) (teorema di Fermat sulle somme di due quadrati);
- 2 è, salvo un invertibile (negli interi "il segno"), il quadrato di un primo di Gauss: (1+i)2 = 2 i;

In generale, un intero di Gauss {\displaystyle a+bi} è primo se e solo se è soddisfatta una delle seguenti condizioni:
- uno tra {\displaystyle a} e {\displaystyle b} è nullo e l'altro è un primo congruo a 3 modulo 4;
- {\displaystyle a} e {\displaystyle b} sono entrambi non nulli e {\displaystyle N(a+bi)=a^{2}+b^{2}} è uguale a un primo.

I primi di Gauss sono infiniti, perché sono infiniti i numeri primi congrui a 3 modulo 4.

### Campo dei quozienti
Il campo dei quozienti degli interi di Gauss è il campo dei razionali di Gauss (o gaussiani) 
{\displaystyle \mathbb {Q} (i)=\{a+bi\mid a,b\in \mathbb {Q} \}},
formato dai numeri complessi a+bi le cui parti reale ed immaginaria, a e b, sono entrambe numeri razionali.
Questo campo è un'estensione di {\displaystyle \mathbb {Q} } di grado 2, quindi è un campo di numeri.
Come tutti i campi di numeri, è un'estensione finita e separabile di {\displaystyle \mathbb {Q} }, e con la topologia euclidea ereditata da {\displaystyle \mathbb {C} } non è uno spazio completo.
Come tutte le estensioni di grado 2, l'estensione {\displaystyle \mathbb {Q} (i)/\mathbb {Q} } è normale, di Galois, abeliana, con gruppo di Galois isomorfo a {\displaystyle \mathbb {Z} /2\mathbb {Z} }.
Inoltre {\displaystyle \mathbb {Q} (i)}, essendo il campo di spezzamento del polinomio x4-1 su {\displaystyle \mathbb {Q} }, è un campo ciclotomico con anello degli interi è {\displaystyle \mathbb {Z} [i]}.

## Congetture aperte
Rappresentando i numeri complessi come un piano sui numeri reali, le due rette dei numeri reali e dei numeri puramente immaginari contengono infiniti numeri primi di Gauss. Non è nota alcun'altra retta per cui valga questa proprietà, in particolare non è noto se vi siano infiniti primi di Gauss della forma (1+ ki)